# Vetenskapsåret 1913

## Händelser
- Kazimierz Fajans och O. H. Göhring identifierar protaktinium.
- Henry Moseley visar att kärnans laddning är grunden för numrering av grundämnen och upptäcker sambandet mellan våglängd och atomnummer genom att använda röntgenspektrums brytning i kristaller.
- William Bragg och Lawrence Bragg utarbetar Braggvillkoret för stark röntgenreflexion.
- Niels Bohr lägger fram Bohrs atommodell.
- Robert Millikan mäter elementarladdningen.
- Johannes Stark visar att starka elektriska fält kan splittra vätets Balmer-spektrallinje.
- Albert Michelson mäter tidvatteneffekten på fasta jorden.
- Kinemacolor uppfinns, det första kommersiella systemet för "naturliga färger" för film.

## Pristagare
- Bigsbymedaljen: Thomas Henry Holland [1]
- Copleymedaljen: Ray Lankester
- Davymedaljen: Raphael Meldola
- Nobelpriset: [2]
  - Fysik: Heike Kamerlingh Onnes
  - Kemi: Alfred Werner
  - Fysiologi/Medicin: Charles Richet
- Sylvestermedaljen: James Whitbread Lee Glaisher
- Wollastonmedaljen: Osmond Fisher [3]

## Födda
- 26 mars - Paul Erdős (död 1996), matematiker.

## Avlidna
- 2 januari - Léon Teisserenc de Bort (född 1855), meteorolog.
- 28 maj - John Lubbock (född 1834), biolog och arkeolog.
- 5 november - Armin Baltzer (född 1842), geolog.
- 7 november - Alfred Russel Wallace (född 1823), biolog.

### Fotnoter
1. ↑  ”Geological Society”. Arkiverad från originalet den 5 juni 2011. https://web.archive.org/web/20110605101836/http://www.geolsoc.org.uk/gsl/society/history/page753.html. Läst 13 april 2011.
2. ↑  ”Nobelpriset”. http://nobelprize.org/nobel_prizes/lists/all/index.html. Läst 10 april 2011.
3. ↑  ”Geological Society”. Arkiverad från originalet den 5 juni 2011. https://web.archive.org/web/20110605102217/http://www.geolsoc.org.uk/gsl/society/history/page750.html. Läst 13 april 2011.